# Victrix pinkeri
Victrix pinkeri is een vlinder uit de familie van de uilen (Noctuidae). De wetenschappelijke naam van de soort is voor het eerst geldig gepubliceerd in 1988 door Hacker & Lodl.